# Gondreville (Meurthe-et-Moselle)
Gondreville is een gemeente in het Franse departement Meurthe-et-Moselle (regio Grand Est). De gemeente telde 2.643 inwoners op 1 januari 2022.
De gemeente maakt deel uit van het arrondissement Toul en sinds 22 maart 2015 van het op die dag opgerichte kanton Nord-Toulois. Daarvoor hoorde het bij het kanton Toul-Nord, dat toen opgeheven werd.

## Geografie
De oppervlakte van Gondreville bedroeg op 1 januari 2022 25,03 vierkante kilometer; de bevolkingsdichtheid was toen 105,6 inwoners per km².

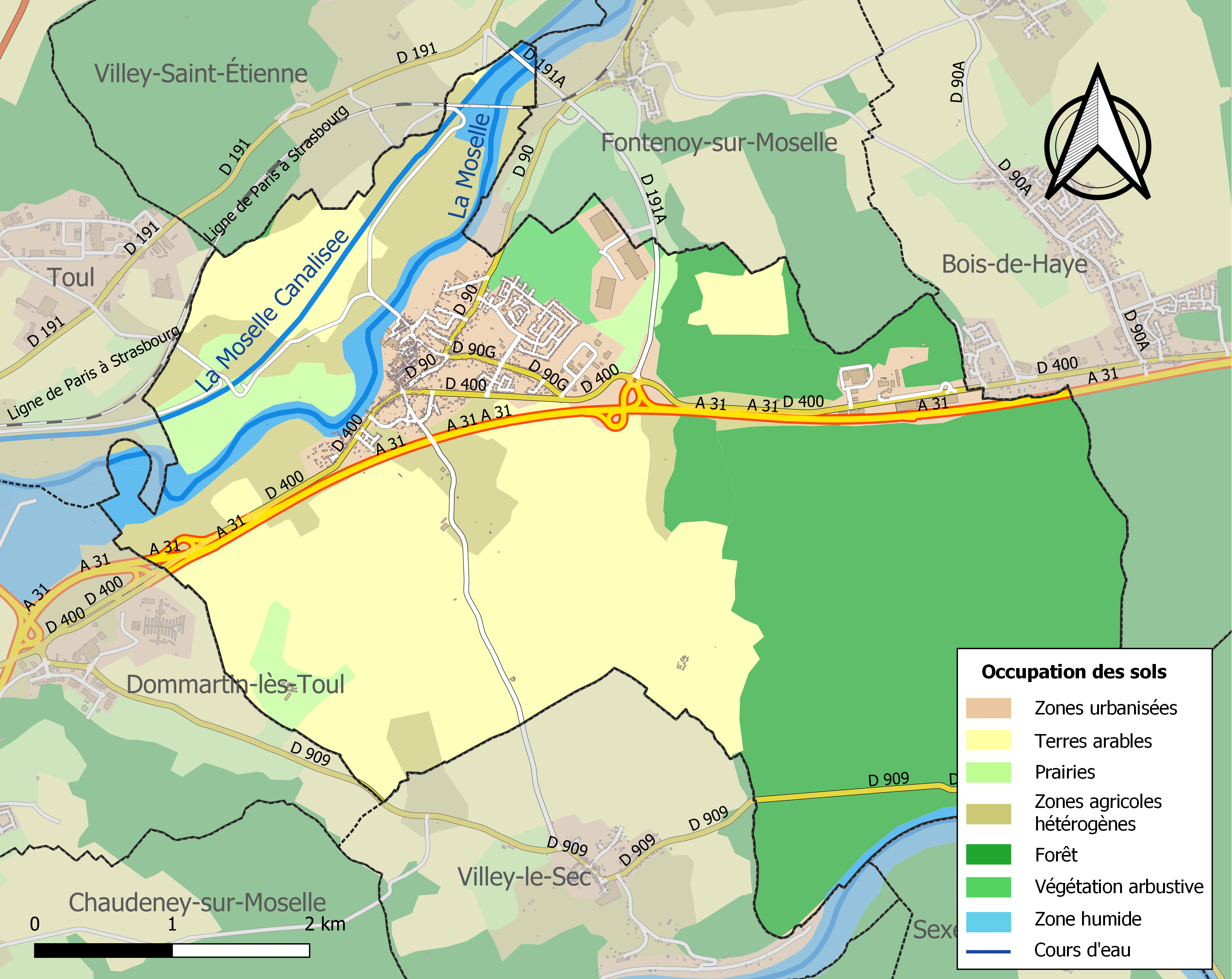
Kaart van de gemeente met de belangrijkste infrastructuur, bodemgebruik en omliggende gemeenten

## Demografie
De figuur toont het verloop van het inwonertal (bron: INSEE-tellingen).